# Dom Krakowski w Norymberdze
Dom Krakowski – renesansowy budynek, znajdujący się w Norymberdze stojący w ciągu ostatniego pierścienia średniowiecznych murów miejskich. Znajduje się on na wyspie Schütt. Budynek znajduje się nad rzeką Pegnitz.